# 竹田哲朗
竹田 哲朗（たけだ てつろう、1985年9月21日 - ）は、日本の俳優。CN meikos合同会社代表・同所属。

## 経歴・人物
大学卒業後、一度サラリーマンとして働いたのちに芝居の世界に入る。
真面目な役柄から、チンピラのような役柄まで幅広く演じることができる。また、特技にボート競技や空手を挙げるなど、鍛錬された肉体の持ち主で、アクションを得意とする。
特技には韓国語も挙げている。

## 出演

### 映画
2012年
- Short Vacation （監督：イ・ユンソク）

2013年
- 貞子3D2 （監督：英勉） - 斉藤 役

2014年
- THE NEXT GENERATION -パトレイバー- （総監督：押井守） - 特車二課整備班・整備員 役

2015年
- 天空の蜂 （監督：堤幸彦）  - 航空自衛隊員 役
- JOKER GAME （監督：入江悠） - D機関候補生 役

2017年
- 祭りにおやすみ （監督：崔得龍） - 中北 役
- パーフェクト・レボリューション （監督：松本准平） - 監査員 役

2018年
- メランコリック （監督：田中征爾）
- いぬやしき （監督：佐藤信介）

2019年
- パラレルワールド・シアター （監督：堤真矢） - 柄本隆 役
- ジャンクション29 （監督：ウエダアツシ・山田晃久） - 野次馬・飯田 役
- 幸福な囚人（監督：天野友二朗）

2021年
- かば（2021年7月24日、「かば」製作委員会）- 一八役[1]

2023年
- わたしの魔境（監督：天野友二朗）

### テレビドラマ
2012年
- ステップファザー・ステップ （TBS）

2013年
- ネオ・ウルトラQ 第2話 （WOWOW）

2014年
- アオイホノオ 第1話・第3話 （テレビ東京）
- 最強のオンナ （MBS）

2015年
- ランチのアッコちゃん 第1話 - 第3話 （NHK BSプレミアム）
- 刑事夫婦 （TBS） - 35年前の小田切満男 役

2016年
- 世にも奇妙な物語 春の特別編 「クイズのおっさん」 （フジテレビ）
- モンタージュ 三億円事件奇譚 （フジテレビ） - 鳴海鉄也（炭鉱夫） 役

2017年
- 警視庁いきもの係 第9話 （フジテレビ）
- コードネームミラージュ （テレビ東京） - 公安特殊課課員役
- 新・ミナミの帝王 THE KING OF MINAMI 光と影（“命の恩人”との運命の再会が生んだ光と影）（ytv）
- 犯罪科学分析室 電子の標的3 （テレビ東京）

2018年
- 絶対零度～未然犯罪潜入捜査～ 第4話 （フジテレビ） - 日浦毅 役
- Jimmy ～アホみたいなホンマの話～ 第1話・第2話 （Netflix） - 山本役

2019年
- のの湯 第4話 （BS12）
- ストロベリーナイト・サーガ 第11話 （フジテレビ） - 山口光弘 役
- スカム 第7話 （MBS）
- ボイス 110緊急指令室 第9話

2021年
- 江戸モアゼル〜令和で恋、いたしんす。〜 第2話（2021年1月14日、読売テレビ・日本テレビ） - 田村美沙の上司 役

2022年
- 純愛ディソナンス 第1,2,3話（CX） - 三井役

2023年
- イ‧ドゥナ！ 最終話（Netflix韓国）− イドゥナのボディーガード役
- THE DAYS （Netflix） − 原発作業員6‧⽯本 役

### 舞台
2012年
- Air Studio produce 信長 （作・演出：藤森一朗）

2013年
- 劇団カンタービレ・らいむ☆らいと 山の上のHotel別館 （作・演出：渡辺勝巳）
- 劇団プープージュース 田所千夏の大逆襲! （作・演出：山本浩貴）

2018年
- 7人の壊れた女と男がひとり （作：町田一則）

2019年
- ベター半分 （作・演出：三輪江一、プロデュース：関本純一）